# Bauchung (Architektur)
Der in der Architektur gebräuchliche Begriff Bauchung bezeichnet konvex vorgewölbte Teile an Menhiren, Säulen bzw. Balustern, Kuppeln oder Hauben. Auch Hufeisenbögen müssen in diesem Zusammenhang erwähnt werden. Mauern und Wände können ebenfalls gebaucht sein, doch beruht dies in aller Regel nicht auf einem künstlerischen Gestaltungswillen, sondern auf baulichen oder statischen Unzulänglichkeiten.

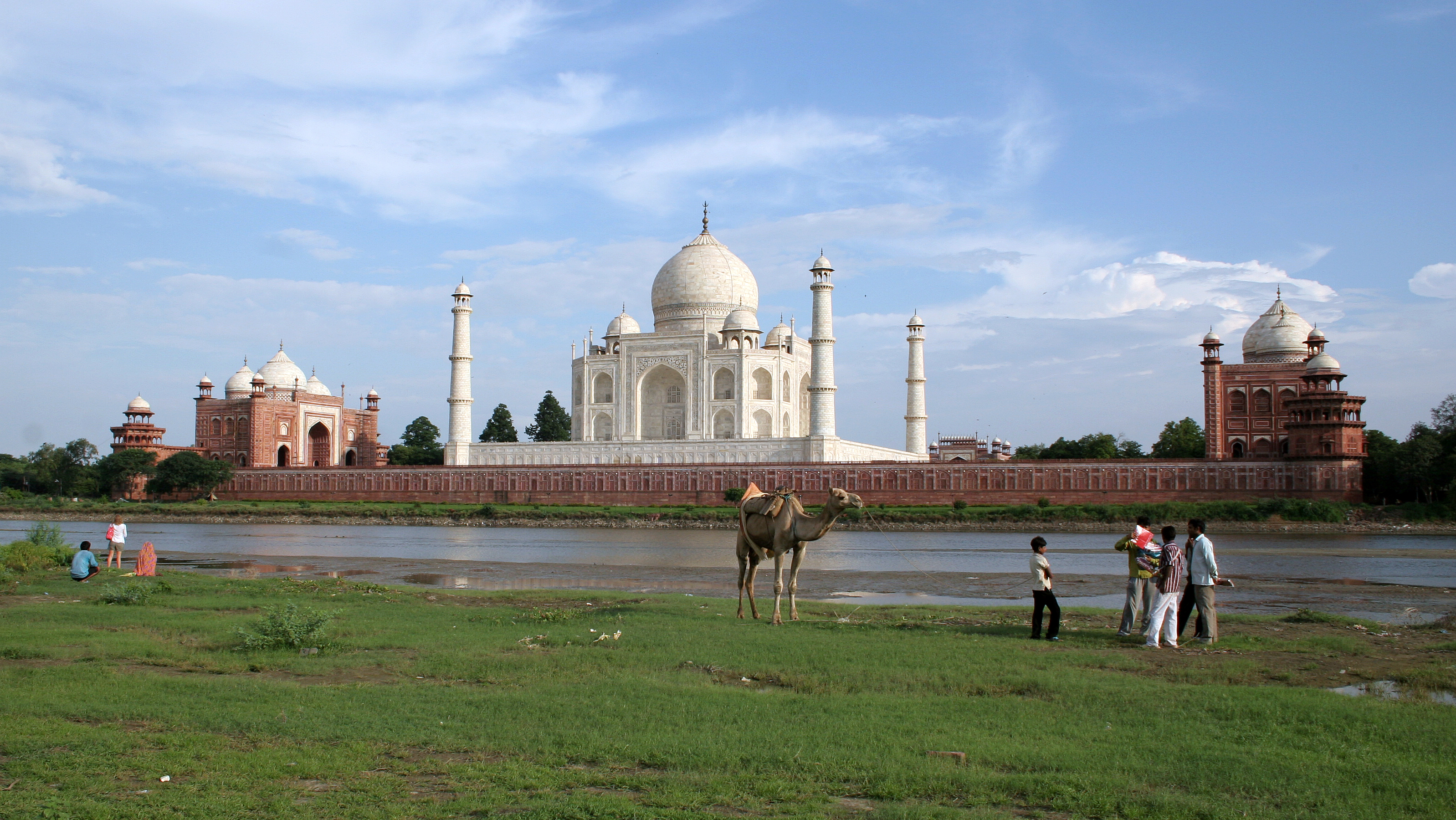
Taj Mahal mit gebauchter Kuppel (um 1645)

Die leichte Bauchung einer Säulen wird in der klassischen Architektur als Entasis bezeichnet.
In der Technik werden verformbare Werkstoffe bombiert, um ihnen eine gebauchte bzw. ballige Form zu geben.

## Geschichte
Während einige Großmenhire (z. B. Menhir vom Champ Dolent, Menhir von Kerloas oder viele portugiesische Megalithen im Distrikt Évora) und Säulen (z. B. Parthenon) bereits in der Vorzeit bzw. in der Antike aus optischen, vielleicht auch aus statischen Gründen leicht gebaucht waren (Entasis), sind antike oder mittelalterliche Kuppeln nicht gebaucht. Derartige Konstruktionen sind eine Erfindung des 15. Jahrhunderts, wobei ein Entstehungsort oder eine Entstehungsregion bislang nicht ermittelt worden sind – infrage kämen hauptsächlich der vorderasiatisch-islamische oder der russisch-orthodoxe Raum. 

## Anregungen

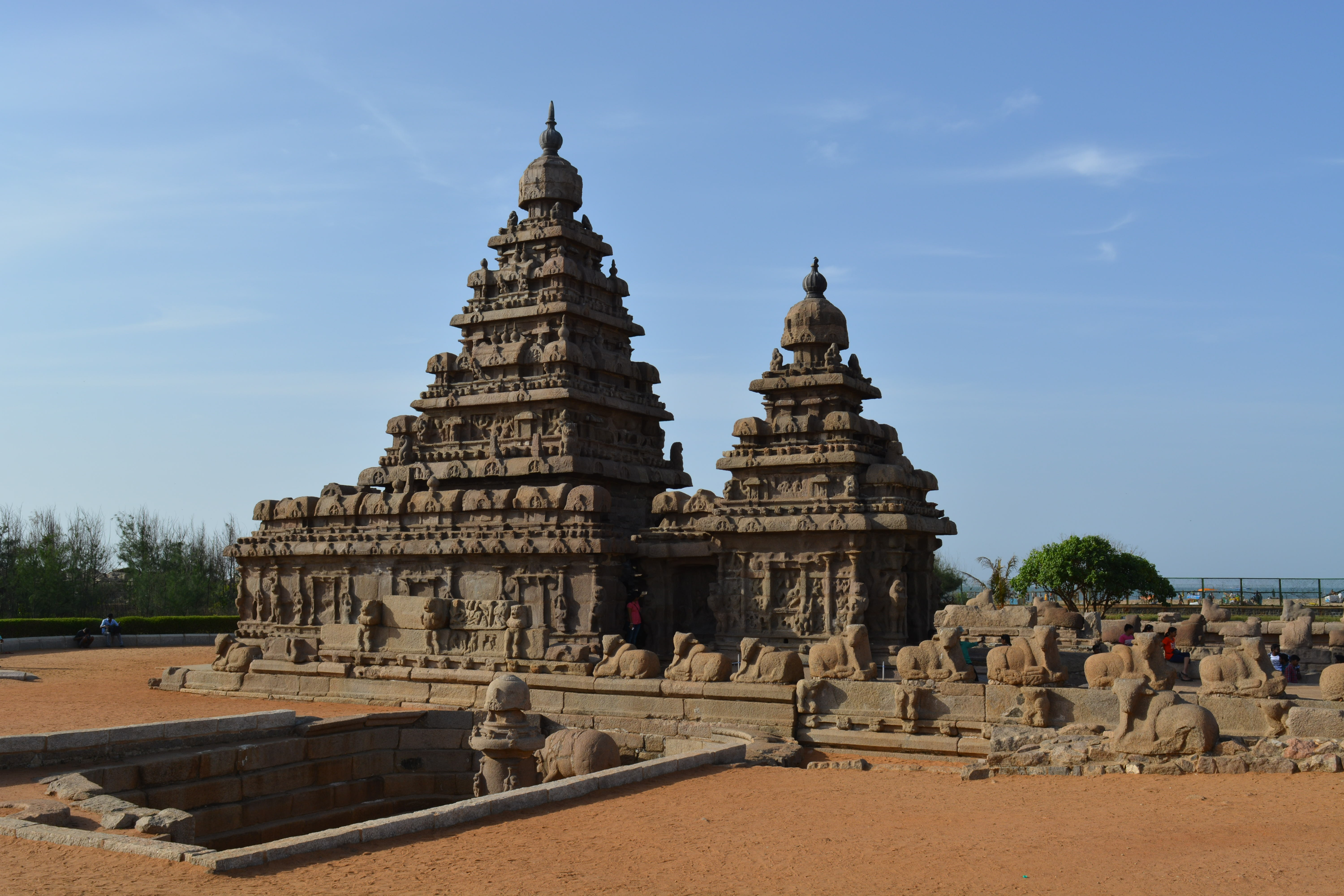
„Schirmkuppeln“ und amalaka-Ringsteine auf dem Küstentempel von Mamallapuram, Indien (8. Jh.)

Möglicherweise stehen die gebauchten Kuppeln im Zusammenhang mit dem sich etwa gleichzeitig in Südasien und Europa verbreitenden, allerdings flächigen Kielbogen, der hierbei noch – wie beim Hufeisenbogen – um einen eingezogenen unteren Teil ergänzt wird.
Bereits die frühe Hindu-Architektur kennt leichte Bauchungen von kuppelähnlichen Formen (z. B. am Mallikarjuna-Tempel in Pattadakal); auch die amalaka-Ringsteine sind in diesem Zusammenhang zu erwähnen.
Deutlich spätere Vorbildmotive könnten die oft riesigen Kopfbedeckungen (Turbane) der türkischen Herrscher gewesen sein, von denen sich jedoch lediglich spätere Abbildungen erhalten haben (z. B. Mehmed II. oder Süleyman I.). Zumindest im orientalischen Bereich können gebauchte Kuppeln somit als Hoheitszeichen verstanden werden.

## Architektur

### Bauchungen an Kuppeln
Gebauchte Großkuppeln ruhen immer auf einem Tambour und bestehen in ihrem Kern aus zahlreichen Ringen aus Ziegelsteinen, die aus ästhetischen Gründen mit Kacheln oder Kachelmosaiken sowie mit polierten Sandstein- oder Marmorplatten verkleidet wurden. Sie sind zumeist zweischalig – d. h. sie bestehen aus einer hohen Außenkuppel und einer deutlich niedrigeren – nicht gebauchten – Innenkuppel, die den oberen Raumabschluss bildet; der Zwischenraum war in der Regel nicht oder nur durch eine kleine Maueröffnung zugänglich.
Gebauchte Kuppeln mit kleinerem Durchmesser (auch als „Zwiebelkuppeln“ bezeichnet) bilden häufig den Abschluss von Kirchtürmen; sie sind meist nur einschalig und ruhen in der Regel auf einer inneren Holzkonstruktion. Die eigentliche Kuppelhaut besteht zumeist aus getriebenen Metallplatten.

### Bauchungen an Hauben
An Kirchturmhauben kommen Bauchungen in unterschiedlichster Weise vor. Hervorzuheben sind vor allem die in Zimmermannstechnik gefertigten und anschließend verschieferten sogenannten „Welschen Hauben“ im süddeutschen Raum.

## Beispiele

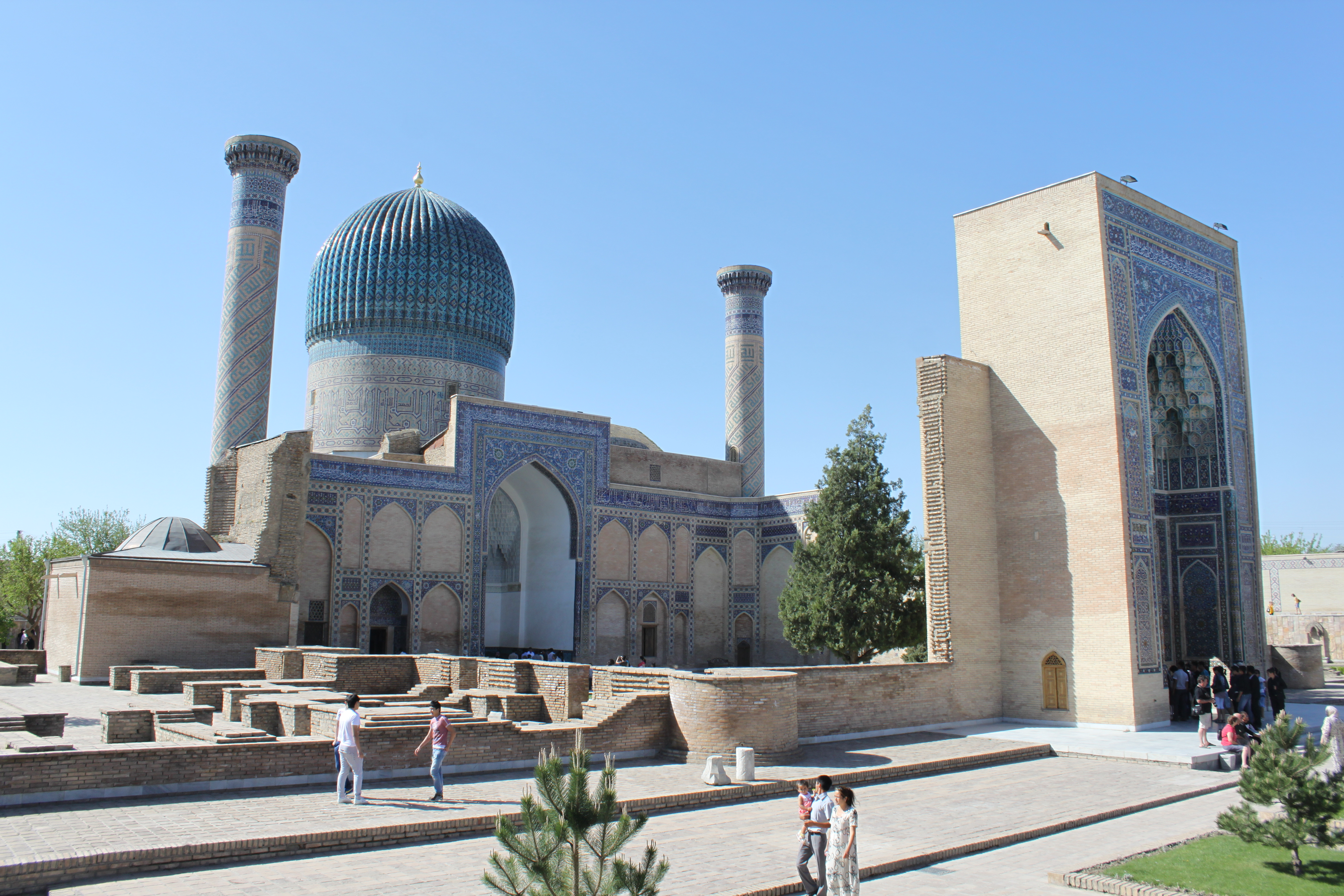
Gur-Emir-Mausoleum (Samarqand), um 1404
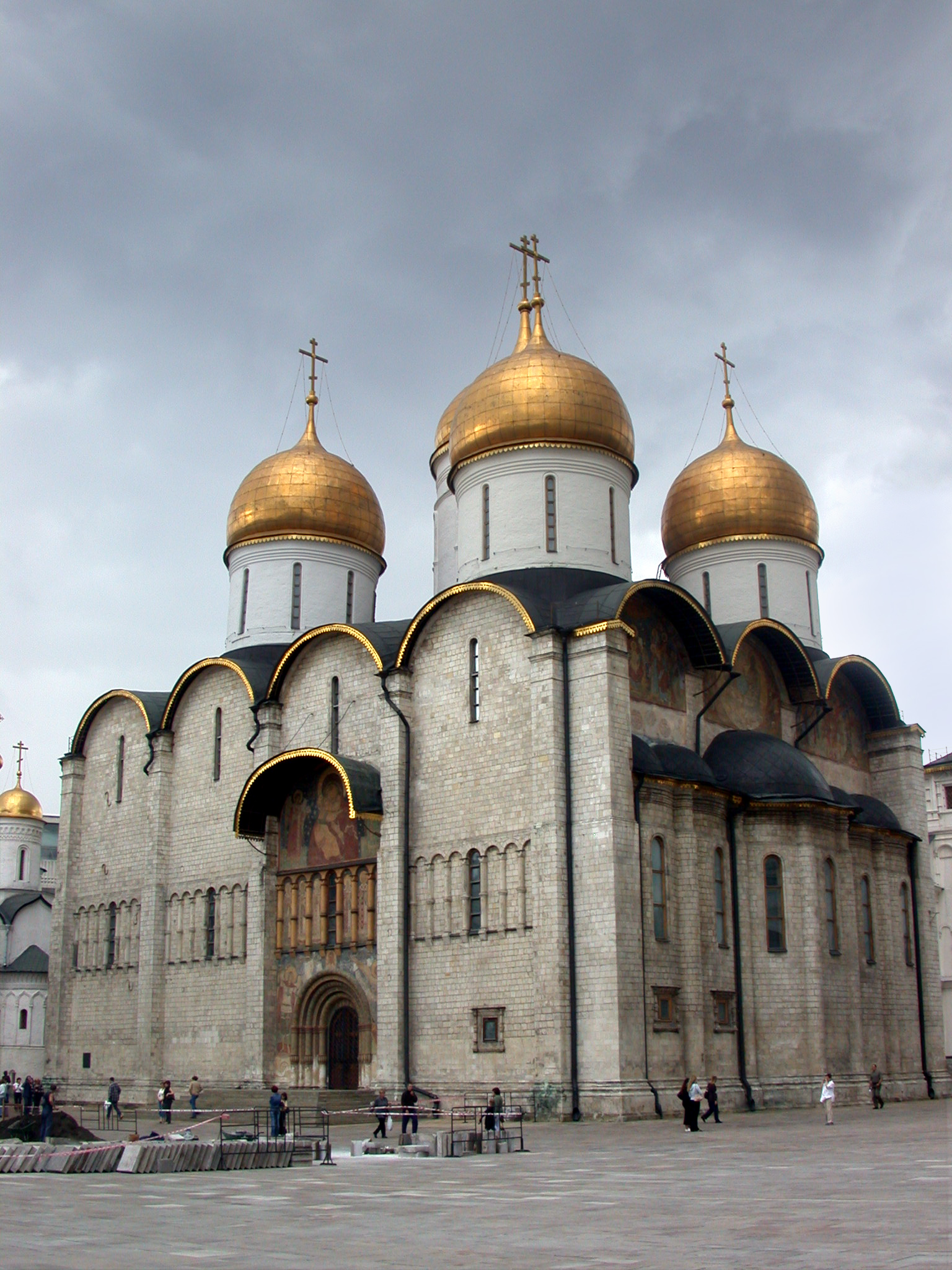
Mariä-Entschlafens-Kathedrale (Moskau), um 1475
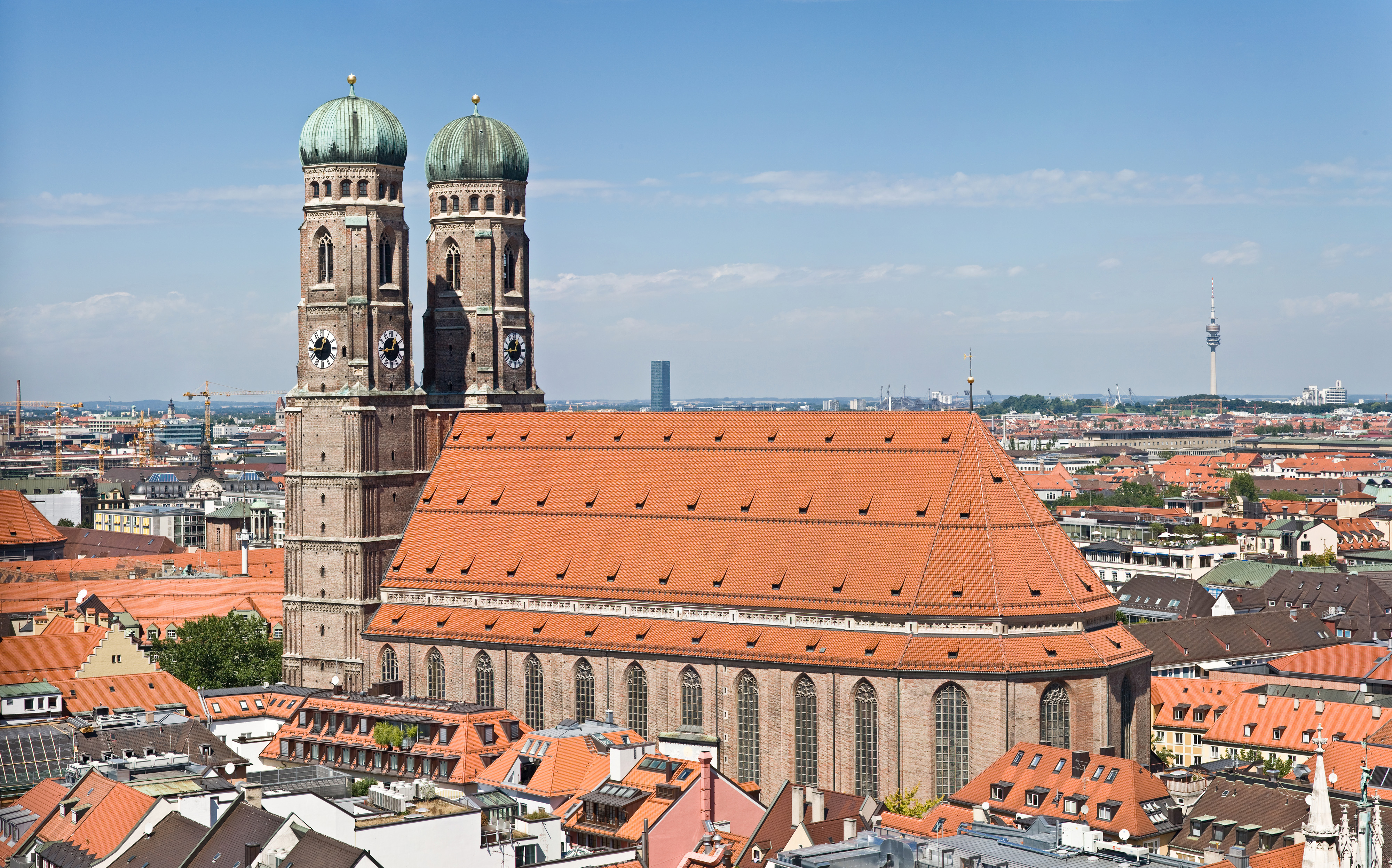
Frauenkirche (München), um 1480/90
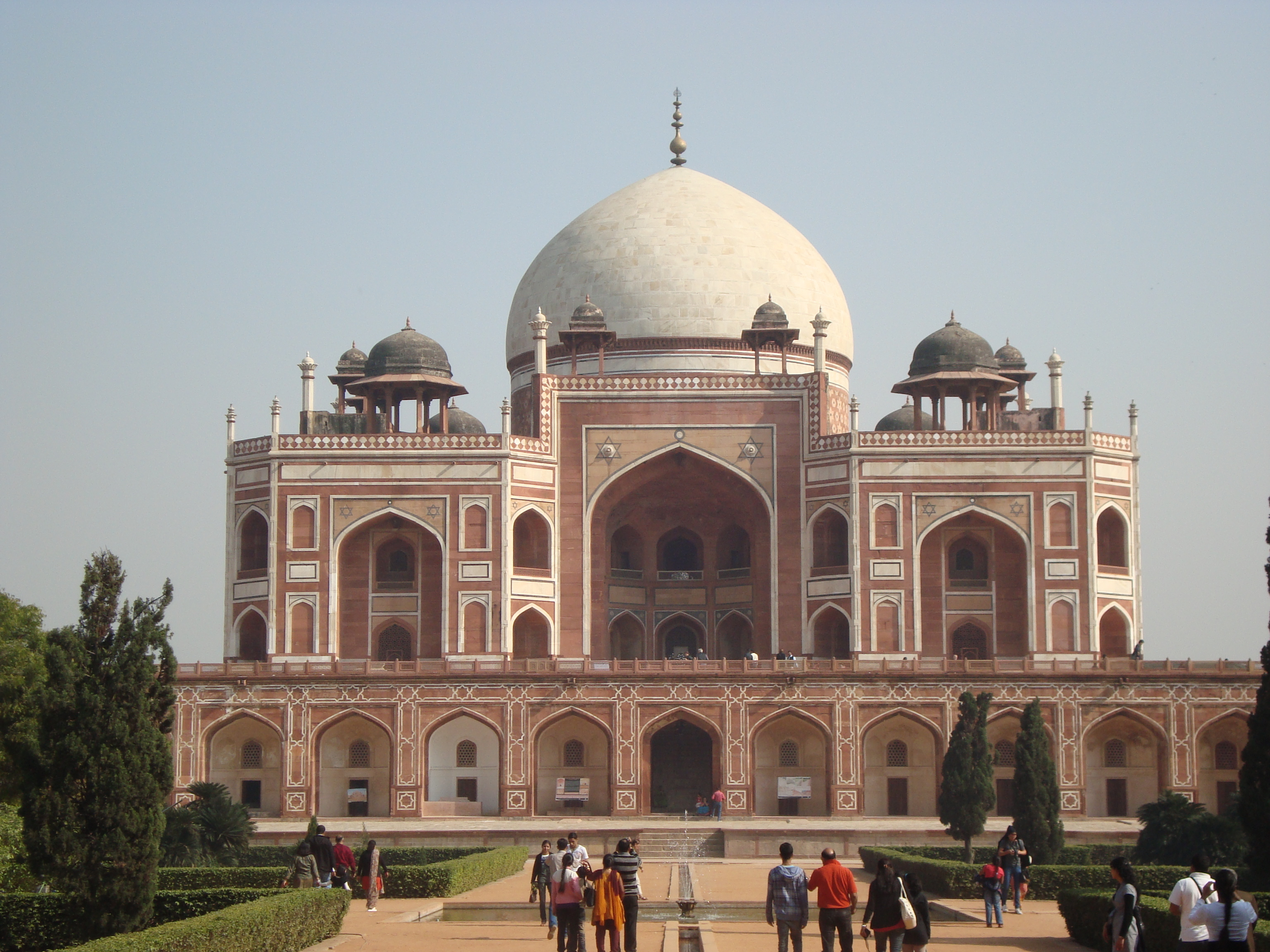
Humayun-Mausoleum (Delhi), um 1570
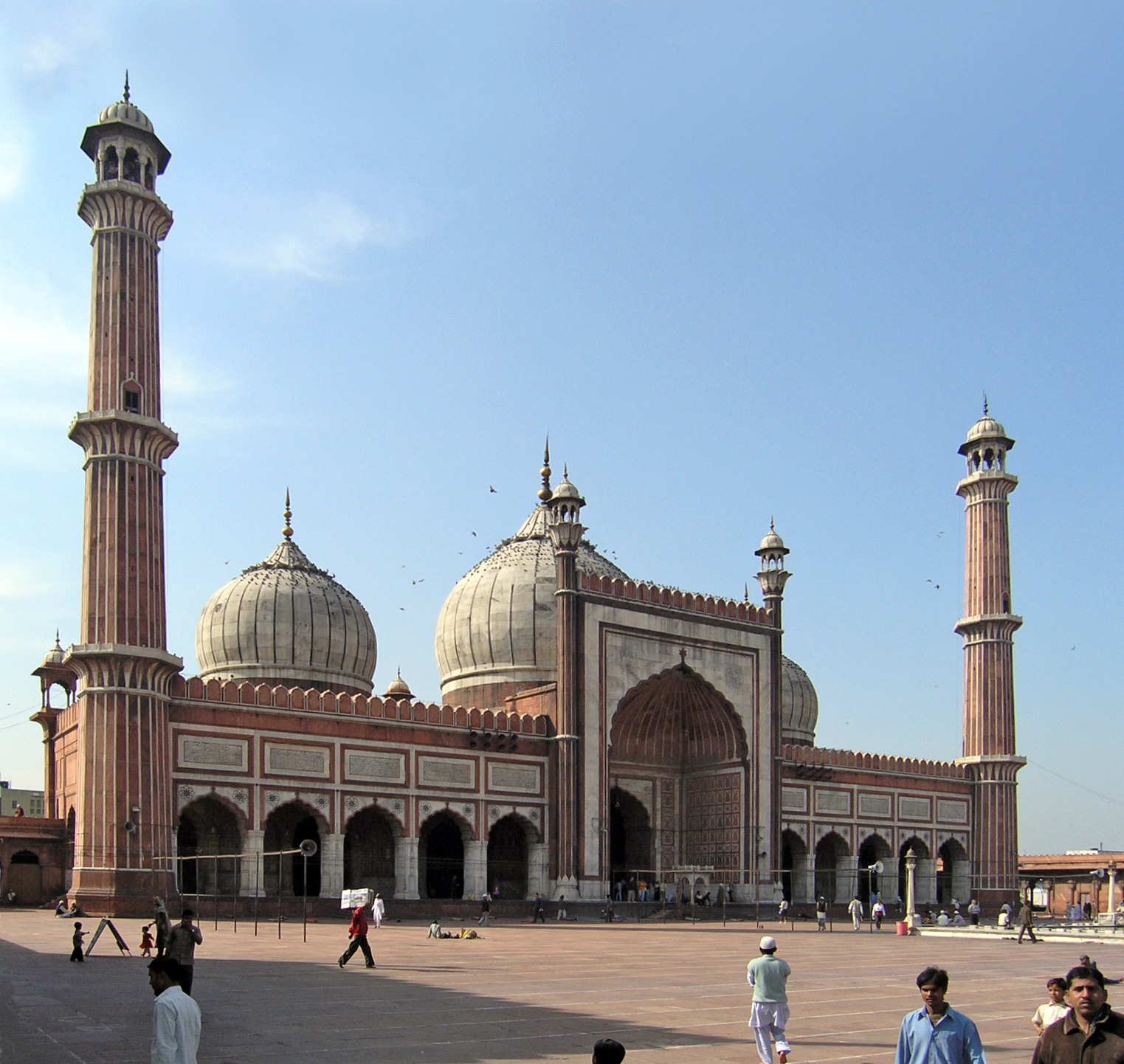
Freitagsmoschee von Delhi, um 1655
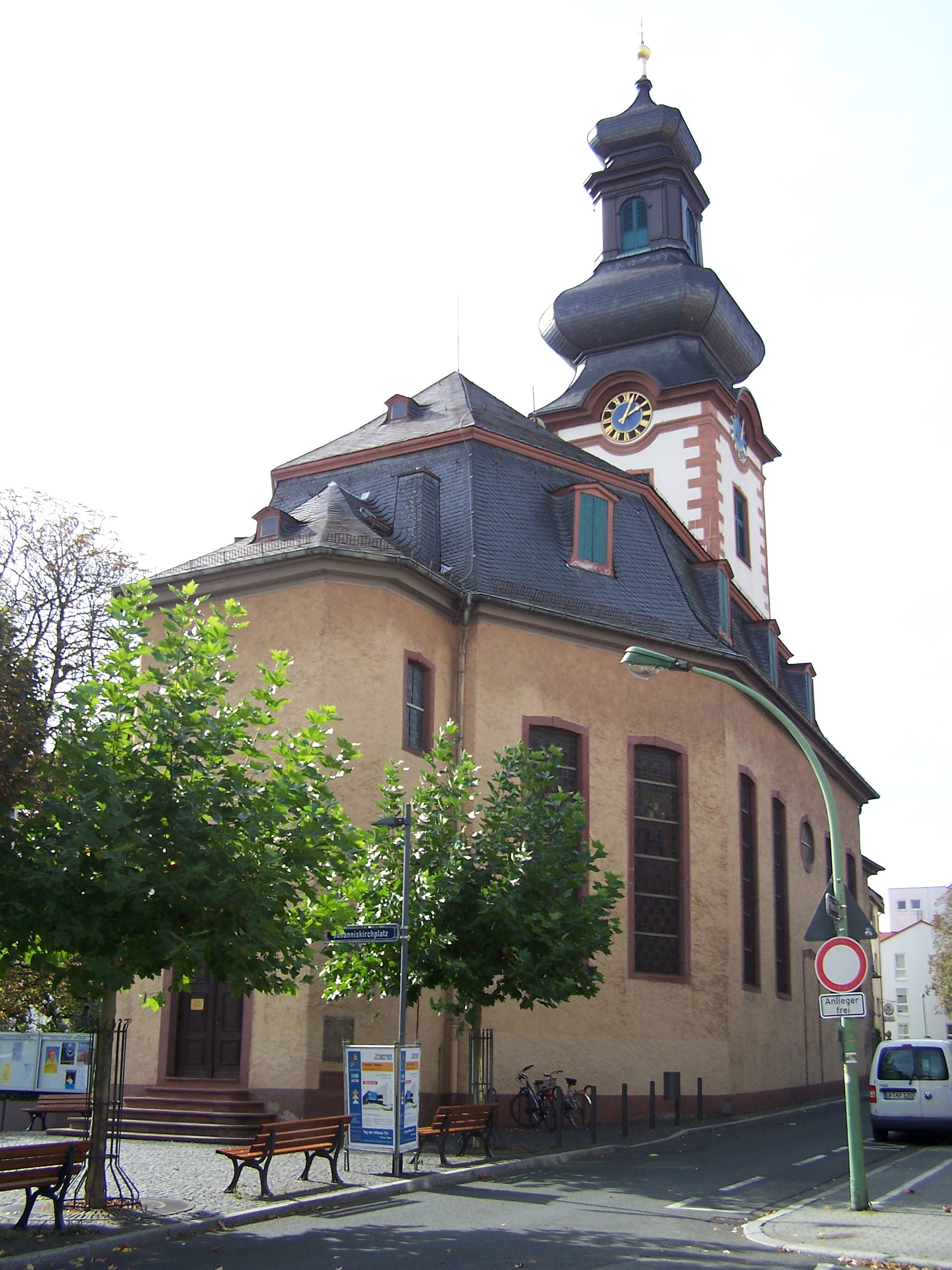
Johanniskirche (Frankfurt am Main), 1778/9